# Euraziatische Plaat

Wereldkaart met de belangrijkste tektonische platen in verschillende kleuren. De Euraziatische Plaat is groen.

De Euraziatische Plaat is de tektonische plaat die bestaat uit de werelddelen Europa en Azië, tezamen ook wel Eurazië genoemd, en delen van de omringende oceanen, echter met uitzondering van enkele gebieden in Azië die op een eigen plaat liggen: het Indisch Subcontinent, het Arabisch Schiereiland en het uiterste oosten van Siberië.

## Ligging
De randen van de Euraziatische Plaat lopen via de Noordpool naar het zuiden, naar IJsland, over de Midden-Atlantische Rug tot iets boven de Canarische Eilanden. Dan gaat ze richting oosten via de Straat van Gibraltar naar de Middellandse Zee. De plaatgrens loopt ten noorden van Turkije door de Zwarte Zee en door de Kaukasus en Zagros in Iran. De grens met de Arabische Plaat ligt in de Perzische Golf. De grens met de Indische Plaat loopt door de Hindoe Koesj en de Himalaya, via Myanmar door de archipel van Indonesië. De rest van de plaatgrens loopt via de Stille Oceaan en Siberië weer naar de Noordpool.